# カンフー・パンダ
『カンフー・パンダ』（原題: Kung Fu Panda）は、2008年のアメリカ合衆国のコンピュータアニメーション・武術・コメディ映画。シリーズの第1作目で、ドリームワークス・アニメーションが製作、パラマウント・ピクチャーズが配給した。監督は本作が長編監督デビューとなったジョン・スティーブンソンとマーク・オズボーンで、ジャック・ブラック、ダスティン・ホフマン、アンジェリーナ・ジョリー、イアン・マクシェーン、セス・ローゲン、ルーシー・リュー、デヴィッド・クロス、ランドール・ダク・キム、ジェームズ・ホン、ダン・フォグラー、マイケル・クラーク・ダンカン、ジャッキー・チェンらが声を担当した。擬人化された動物が住む古代中国を舞台に、カンフーオタクで不器用なパンダのポーを中心に展開される。悪名高いカンフーのユキヒョウ、タイ・ランが脱獄すると予言されたとき、ポーは知らず知らずのうちに「龍の戦士」と名付けられ、カンフーの伝説を破る。
原案は、ドリームワークス・アニメーションの幹部であるマイケル・ラシャンスが担当した。当初は武侠映画のパロディを想定していたが、スティーブンソンは、主人公にヒーローズ・ジャーニーという物語の元型を取り入れたアクションコメディの武侠映画を作ることにした。本作のコンピュータ・アニメーションは、ドリームワークスがこれまでに手がけたどの作品よりも複雑なものだった。ドリームワークス・アニメーションの他の作品と同様、ハンス・ジマー（今回はジョン・パウエルと共同）が音楽を担当した。その準備の一環として中国を訪れ、文化を吸収し、中国国家交響楽団と親交を深めた。
本作は2008年6月6日にアメリカで初公開された。成熟したテーマ、中国の環境と伝統に忠実なこと、アクションシーン、脚本などが好評を博した。4,114館で公開され、初日に2,030万ドル、初週末に6,020万ドルの興行収入を上げ、結果的に興行収入1位を獲得した。ドリームワークスにとって、続編以外の作品としては最大のオープニング作品となり、2008年の第3位の興行収入、全世界でその年の最高の作品となり、またアメリカおよびカナダの興行収入では、『シュレックシリーズ』の続編3作品すべてに次いで第4位のオープニング週末となった。本作の成功により、マルチメディア・フランチャイズが始まり、『カンフー・パンダ2』（2011年）を皮切りに2本の続編が制作された。

## ストーリー
舞台は中国。山の奥深くにある安息の地「平和の谷」の中央には翡翠城があり、読めば史上最強の「龍の戦士」となれる巻物が存在するという言い伝えがあった。動物たちの町で暮らすパンダのポーは、実家のラーメン屋を手伝いながら暮らしていた。趣味はカンフーで、知識だけは豊富にあるが、太っているため自分ではカンフーを使えなかった。ある日ポーは、悪魔山の悪魔の軍勢1万頭が押し寄せてきたのを、カンフー使いのモンキー、カマキリ、ツル、ヘビ、タイガーの5頭が撃退する、という夢を見た。
山奥では、老齢のカメ、ウーグウェイ導師が、弟子のレッサーパンダ、シーフー老師に「タイ・ランが戻る予感がする」と言った。タイ・ランは現在チョーゴン刑務所に入れられている。シーフー老師はすぐに刑務所に連絡を入れ、警備の人数を倍にするよう手配した。ところが、使いに出させたガンのゼンが刑務所に羽根を落としてしまい、タイ・ラン脱獄の一助となってしまう。
警備強化とともに、ウーグウェイ導師は龍の戦士を決める演武会を、翡翠城で開いた。これにはシーフー老師の弟子たちの、マスター・タイガー、マスター・ヘビ、マスター・モンキー、マスター・カマキリ、マスター・ツルが参加していた。彼らは実力のあるマスター・ファイブと呼ばれ、特にマスター・タイガーは一番優秀で、龍の戦士に最も近いと目されていた。ポーの父はその演武会で出店を開こうと考え、屋台を引いて売りに行こうとする。カンフー好きのポーも観戦を楽しみにしていた。ところが翡翠城に行く途中で荷物をひくのに疲れたポーは、遅れて扉を閉められてしまう。会場内に入りたいポーは、縁日のロケット花火で椅子を作り、火をつけて飛びながら会場に入ろうと考えた。ところが思った以上にロケット花火が飛んでしまい、演武会の会場めがけて飛んでいった。会場ではウーグウェイ導師が、今まさしく龍の戦士を指名する時だった。ウーグウェイ導師はマスター・タイガーを指さそうとしていたが、ポーが間に落ちてしまう。「これも偶然ではない」と思ったウーグウェイ導師は、シーフー老師が反対するのも聞かず、ポーを龍の戦士の候補に決めた。ポーはマスター・ファイブに交じって修行を始めることとなった。
喜んだのももつかの間、ポーは修行に苦しめられる。シーフー老師もマスター・ファイブも、ぽっと出のパンダを快く思っていなかった。しかし、案に相違して、ポーは「真の戦士は諦めない」と、どんな特訓にも耐えた。これを見たマスター・カマキリがまず心を開き、疲れたポーに鍼の治療を施す。他のマスター・ファイブのメンバーも、ポーの気さくな性格に心を許し始めた。ある時、マスター・ファイブがポーに、なぜシーフー老師が笑わなくなったのかを話す。
昔、シーフー老師が赤ん坊のヒョウ、タイ・ランを拾い、自分の息子として育てた。やがてタイ・ランはカンフーの強い使い手となる。ところがウーグウェイ導師が、タイ・ランの中に潜む心の闇を見破った。タイ・ランが導師に立ち向かった時、本来ならばシーフー老師が止めるべきだったが、わが子可愛さに手が出せなかった。結局タイ・ランは刑務所に入ったが、以後シーフー老師は「過去の過ちを正すには、真の戦士を育てることだ」と一途に思い込んでいたのだ。
同じ頃、刑務所にいるタイ・ランが脱走を企てる。ゼンの落とした羽根で鍵を開けると、多勢をものともせずに脱走し、町に向かった。
平和の谷に、タイ・ラン脱走の知らせが入り、彼は龍の戦士になるための巻物を狙っている。シーフー老師は、ポーでは戦士になりえないと、ウーグウェイ導師にこぼした。ウーグウェイ導師はシーフー老師が落とした桃の種に土をかけ、植える。そして「心から望んで信じてやり、育ててやればよい。信じるのが大事」という言葉をかけた。「時は来た」と言い、ウーグウェイ導師は桃の花びらに包まれて、去って逝った。
翌朝、ウーグウェイ導師の死に落胆し、この先に悩むシーフー老師は、ポーが食べ物をあさっているのを目撃した。あきれ半分で「棚の上にクッキーがある筈」と告げると、ポーは3mの高さの棚まで難なく飛び、完璧な股割りをキープしながらクッキーをむさぼっている。食べ物がからむと力を発揮すると気づいたシーフー老師は、カンフー誕生の地にポーを連れ、あんまんを見せながら修行を始めた。シーフー老師が睨んだ通り、あんまん欲しさにポーは今までできなかったことを、難なくやりとげた。また、太った腹も相手からの攻撃を吸収するメリットを持っていることが分かった。シーフー老師はわずかな望みを賭けることにした。
脱走したタイ・ランの情報を聞きつけたマスター・ファイブは、途中の谷でタイ・ランを食い止めようと戦いを挑んだ。5頭で撃退しようと考えていたが、みなそれぞれに隙があるとタイ・ランが指摘し、みんな急所を突かれて気絶する。
シーフー老師はポーに、龍の巻物を渡す気になった。龍の巻物は翡翠城の天井中央にある龍の飾りが咥えている。それをマスターするとチョウの羽音すら聞こえるようになると聞き、期待しながらポーは巻物を開くが、中は白紙で自分の顔が反射するだけだった。落胆したポーは自分の家に戻った。その時、タイ・ランが平和の谷に到着する。シーフー老師が、今度こそ過去の過ちを正そうと考え、わが子のように大事に育てたタイ・ランと戦い始めた。時間稼ぎをするから、その間に他の者は逃げろと伝令を流し、町の人たちは避難を開始する。ピンも避難の準備をしているところだった。ポーと会ったピンは、「秘密の材料など、実はない」と告げる。秘密の材料は必要ない。特別なものを作るには、自分を「特別だ」と思うことが大事なのだ、と告げる父の言葉を聞いて、ポーははっとした。巻物が白紙だったのは、まさしくそれと同じことを意味していたのだ。それを知ったポーは、タイ・ランを倒しに再び翡翠城へ向かった。
翡翠城では20年も監獄に押し込められていたタイ・ランが、シーフー老師を倒したところだった。そこへ巻物を持ったポーが現れる。ポーは白紙の巻物をタイ・ランに見せ、何もないことを告げた。タイ・ランは怒りポーを倒そうとするが、ポーは腹を利用してタイ・ランの攻撃をかわし、相手の力を利用して攻撃する。そして独学で得たシーフー老師の指固めを使い、タイ・ランを倒した。白い光がさし、逃げていた人たちは、タイ・ランが倒されたことを知る。シーフー老師はポーがタイ・ランを倒したことを知り喜ぶ。シーフー老師の横にポーも並んで寝転がると、平和を満喫した。その後、ポーとシーフー老師は仲良くアンマンを食べ、その後ろでは老師が植えた桃の種が発芽しているのだった。

## キャスト
括弧内は日本語吹替版の声優を指す。
- ポー（英語版）: ジャック・ブラック（山口達也[8]） - 本作の主人公であるジャイアントパンダの男性。おたくと呼べるほどのカンフー好き。ひょんなことでウーグウェイ導師に「龍の戦士」に任命されてしまい、シーフー老師の元で修行をすることになる。
- シーフー老師: ダスティン・ホフマン（笹野高史[8]） - 年老いた厳格なレッサーパンダの男性。マスター・ファイブとポーのカンフーの師匠である。
- マスター・タイガー: アンジェリーナ・ジョリー（木村佳乃） - マスターファイブの1人であるアモイトラの女性。パワーもスピードも精神も一流で自分に厳しいストイックな拳士。アニメシリーズでは孤児ということになっており、シーフーを「父に最も近い存在」だと言っている。
- マスター・カマキリ: セス・ローガン（桐本琢也） - スターファイブの1人であるチョウセンカマキリの男性。体が一番小さいが、パワーもスピードも大きい。鍼師としての技術も持ち合わせている。アニメシリーズでは体の小ささを気にしているエピソードがある。
- マスター・ヘビ: ルーシー・リュー（MEGUMI[8]） - スターファイブの1人であるヘビの女性。優しくて気立ての良い性格で、変幻自在に動いて避けるだけでなく、己の体そのもので鞭のような打撃も繰り出すことが出来る。
- マスター・ツル: デヴィッド・クロス（真殿光昭） - スターファイブの1人であるタンチョウの男性。実利的で嫌味な性格で、優雅に空を舞うだけでなく、翼で攻撃を受け流す。アニメシリーズでは心配性の母をもっていて、カンフーはこっそり習ったとされている。
- マスター・モンキー: ジャッキー・チェン（石丸博也） - スターファイブの1人であるキンシコウの男性。身軽さと敏捷性に長けており、マスターの中では唯一武器を使用するシーンがある。陽気でかかわり易いが、お調子者でポーをいろいろからかう。
- タイ・ラン: イアン・マクシェーン、ライリー・オズボーン（幼少期）（中尾彬[8]） - 傲慢で攻撃的な性格のユキヒョウの男性。シーフー老師の養子で弟子だった。激闘の末魂ごと死者の国へと送られる形で倒された。
- ミスター・ピン: ジェームズ・ホン（龍田直樹） - ポーの養父である陽気なシナガチョウ（英語版）の男性。ラーメン屋を営んでおり、いずれポーが店を継いでくれることを期待している。彼が作る「秘密の材料スープ」でいつも店は大賑わいとなる。
- ウーグウェイ導師: ランドール・ダク・キム（英語版）（富田耕生） - カンフーの始祖にしてシーフー老師の師匠であるガラパゴスゾウガメの男性。「平和の谷」の実質的な指導者で、かつて暴れまわったタイ・ランを秘孔を突いて倒すほど、圧倒的な実力者。桃の木の花びらが舞う中で静かに去って逝った。
- ゼン: ダン・フォグラー（高木渉） - シーフー老師に仕えている使者であるシナガチョウの男性。チョーゴン刑務所へシーフー老師からの伝言を伝えに行くが、彼が落とした一枚の羽から事態は大きく変わってしまう。
- ヴァチール所長: マイケル・クラーク・ダンカン（郷里大輔） - タイ・ランが収監されているチョーゴン刑務所の所長であるジャワサイの男性。警備は100%完璧であるという自信を持っている。

カイル・ガスはK・G・ショー、J・R・リードはJ・R・ショーの声を担当している。その他、ウェイン・ナイト、ローラ・カイトリンガー、ケント・オズボーンなどが声を担当している。また、本作の監督であるジョン・スティーブンソンとマーク・オズボーンも声を担当している。
日本語吹替版の予告編ではポーは竹田雅則、シーフー老師は青野武が声を担当した。

## 製作

### 製作
ドリームワークスは、現在は閉鎖されたビデオゲーム部門、ドリームワークス・インタラクティブ（現: デンジャークロース・ゲームス）のもと、PlayStation用ビデオゲーム『T'ai Fu: Wrath of the Tiger』を制作したことがあった。本作の制作は2004年10月に開始された。2005年9月、ドリームワークス・アニメーションは、ポーの声優に選ばれたジャック・ブラックとともに、本作を発表した。
2005年11月、ドリームワークス・アニメーションは、ジャック・ブラックに加え、ダスティン・ホフマン、ジャッキー・チェン、ルーシー・リュー、イアン・マクシェーンの出演を発表した。また、ブラックとアンジェリーナ・ジョリーが共演するドリームワークス・アニメーション作品は、2004年の『シャーク・テイル』以来2作目となる。
本作のアイデアは、ドリームワークス・アニメーションの幹部であるマイケル・ラシャンスによって考案されたもの。当初は、パロディ映画にしようと考えていたが、共同監督のジョン・スティーブンソンは特に乗り気ではなく、キャラクターを生かした武術・コメディ映画の方向性を選択した。

2004年に公開された周星馳監督の武術アクション・コメディ映画『カンフーハッスル』に触発されたと言われているが、共同監督たちは、本作にも本物の中国とカンフーの雰囲気を持たせたいと考えていた。プロダクションデザイナーのレイモンド・ジバックとアートディレクターのタン・ヘンは、中国の絵画、彫刻、建築、カンフー映画などを何年もかけて研究し、本作のルックを作り上げるのに役立てた。ジバックは、『HERO』『LOVERS』『グリーン・デスティニー』などの芸術的な武術映画に大きな影響を受けたという。4年の歳月をかけて制作された本作でスティーブンソンが目指したのは、「ドリームワークスが作った中で最も見栄えのする映画」だった。
冒頭の手描きアニメーションは、中国の影絵をイメージして作られた。ジェニファー・ユー・ネルソンが監督、ジェームズ・バクスターが制作したオープニングは、『ニューヨーク・タイムズ』の批評家であるマノーラ・ダルジスに「印象的」「アメリカの主流のアニメーションとは視覚的に異なる」と絶賛された。
他の評論家は、オープニングをゲンディ・タルタコフスキーのカートゥーン ネットワークシリーズ『サムライジャック』の喚起的なスタイルと比較している。それ以外は現代的なコンピューター・アニメーションで、明るくオフビートな色彩で中国の自然風景を表現している。また、エンドクレジットでは、手描きのキャラクターや静止画を背景にした演出が施されている。
全編にわたって使用されたコンピュータ・アニメーションは、これまでのドリームワークスが手がけたどの作品よりも複雑なものだった。制作責任者がVFXスーパーバイザーのマーカス・マンニネンに脚本を渡すと、彼女は笑いながら「幸運を祈る」と言ったと伝えられている。マンニネンは、「本作は、やはりハイ・コンセプトだった。それを見た誰もが、複雑だと叫んでいた。そこで私たちは、どうすれば本作を具体化できるのか。複雑さがストーリーのドライバーになるのではなく、ストーリーと感情がドライバーになるように、素晴らしい映画になるように、この世界に命を吹き込むスマートな方法を見つけるにはどうしたらいいのか」と問いかけた。その準備として、アニメーターたちは6時間のカンフークラスを受講した。
プロデューサーのメリッサ・コブは、もともとポーは「もっと嫌な奴」だったが、ジャック・ブラックの話を聞いてからキャラクターが変わったという。ダスティン・ホフマンとは1日一緒に過ごしたが、コブによると、2人のキャラクターが対決するシーンで役立ったという。ルーシー・リューは、本作について、「これだけ長いプロセスを経たからこそ、かなり変わった」と語っている。リューによると、このプロジェクトの話があったとき、すでに彼女のキャラクターのアートワークと、「彼女が動いたときの様子をコンピューターで撮影した短いビデオ版」が用意されていた。
作中でポーとシーフー老師が箸で肉まんをつかみ合うシーンは、ジャッキー・チェンが修行時に実際に行ったこと（彼の監督主演作『クレージーモンキー 笑拳』の中でも再現）であり、そのまま再現している。

### 音楽
他のドリームワークス・アニメーション作品と同様に、作曲家のハンス・ジマーが本作の音楽を担当した。ジマーはその準備のために中国を訪れ、文化を吸収し、中国国家交響楽団と親交を深め、さらにティンバランドもサウンドトラックに参加した。また、サウンドトラックには、エンドクレジット用にシーロー・グリーンとジャック・ブラックが演奏した名曲「吼えろ! ドラゴン」の一部を書き換えたバージョンが収録されている。さらに、一部のバージョンでは、エンディングのクレジットをピが歌っていた。当初はジマーが主作曲者として発表されていたが、テスト上映の際、ドリームワークス・アニメーションSKGのCEO、ジェフリー・カッツェンバーグは、作曲家、ジョン・パウエルもスコアに貢献することを発表した。ドリームワークスの『エル・ドラド 黄金の都』やアクションスリラー『チルファクター』以来8年ぶりの共演となった。2008年6月3日、インタースコープ・レコードよりサウンドトラック・アルバムが発売された。

## 封切り

### 劇場公開
2008年5月15日に開催された第61回カンヌ国際映画祭でワールドプレミアを行い、上映終了後には大きな拍手が持続した。その後、アメリカでは2008年6月1日にカリフォルニア州ロサンゼルス・ハリウッドのAMC&リーガル・エンターテイメント・グループで、イギリスでは6月26日にロンドンのレスター・スクウェアでIMAXによるナショナルプレミアが行われた。

### DVDリリース
2008年11月9日にDVDとBlu-rayで、2011年12月6日にBest Buy独占で3D Blu-rayで発売された。DVDダブルパックには、短編アニメーション映画『マスター・ファイブの秘密』も収録されている。2008年のDVD販売枚数は7,486,642枚で、2008年第4位、アニメ映画では7,413,548枚の『ウォーリー』の直前で第1位の販売枚数を記録した。2010年2月現在、全世界で1,740万台の家庭用ゲーム機が販売されている。

### 漫画
日本では『ケロケロエース』の2008年9月号で、本作を原作とした漫画が発売された。イラストは足立たかふみが担当した。

### テレビシリーズ
2011年9月19日に、テレビシリーズ『カンフー・パンダ ザ・シリーズ』がニコロデオンで放映された。本作のキャストから、ルーシー・リューとジェームズ・ホンだけが、それぞれマスター・ヘビとミスター・ピンの役を続投した。シリーズでは、ポーは失敗しながらも、カンフーの歴史を学び、他のカンフー・マスターと出会いながら、さまざまな悪人から平和の谷を守り続ける。アメリカでは、2016年6月29日に全3シーズン、80エピソードで放送を終了した。しかし、アメリカでの初放送に先立ち、2014年12月30日から2015年1月7日まで、最終数話がまずドイツで初放送された。
『カンフーパンダ ～運命の拳』は、2018年11月16日にAmazonプライム向けに配信されたドリームワークス・アニメーション制作のウェブテレビアニメーションシリーズで、『カンフー・パンダ ザ・シリーズ』に続く『カンフー・パンダシリーズ』の2作目のテレビシリーズである。制作者のミッチ・ワトソンは、ミック・ウィンガートが『カンフー・パンダ ザ・シリーズ』からポー役で続投することを確認した。
2010年11月24日（水）には、ホリデーシリーズ『カンフー・パンダ ホリデイ』がNBCで放映された。

### コンピューターゲーム
2008年6月3日にアクティビジョンが本作をゲーム化し、PlayStation 3、Xbox 360、Wii、PlayStation 2、ニンテンドーDS、PCの各プラットフォームで発売された。ストーリーは映画と同じだが、タイ・ランは平和の谷を取り巻く様々なギャングのリーダーとして描かれており、ゲームの進行に応じてアップグレードできる基本的な武術のスキルを持つポーが立ち向かう。現在はMicrosoft Windows版の配信が終了している。Metacriticの評価で76％、IGNの評価で10点満点中7.5点と、ほぼ好評を博した。2009年には、国際アニメーションフィルム協会のアニー賞を受賞し、アニメーション芸術における創造的な卓越性が評価された。

### 続編
続編の『カンフー・パンダ2』は2011年5月26日に公開された。3Dで公開され、ジェニファー・ユー・ネルソン（本作の2Dオープニング監督）が監督を務め、オリジナルキャストが続投した。カンフーの存在を脅かすほどの強力な武器を持つ新たなヴィランズが登場し、ポーはさらに自分の過去と向き合わなければならない。

## 作品の評価

### 興行収入
本作は、オープニングの週末に4,114館で興行収入6,020万ドル、平均興行収入14,642ドルを記録し、アナリストが予想していたよりもはるかに良い成績で、興行収入トップに立った。また、ドリームワークス・アニメーションの非続編映画としては、当時最高のオープニング興行収入を記録した。2週目の週末には、4,136館で公開され、平均興収3,360万ドル、8,127ドルを記録し、『インクレディブル・ハルク』に次いで44％減の2位となった。2008年10月9日に公開125日で公開が終了され、アメリカとカナダで2億1,540万ドル、海外で4億1,630万ドル、全世界で6億3,170万ドルの興行収入を記録した。2010年に『ヒックとドラゴン』に抜かれるまで、ドリームワークス・アニメーションが製作した『シュレック』以外の作品としては、アメリカとカナダで最も高い興行収入を記録している。

### 映画批評家によるレビュー
Rotten Tomatoesによると、190人の批評家のうち87％が本作に好意的な評価を与え、平均評価は7.10/10だった。同サイトの批評では、「本作にはおなじみのメッセージが込められているが、ユーモア、素早い武術アクション、カラフルなアニメーションが心地よくミックスされ、夏のエンターテインメントにふさわしい作品となっている」と評価されている。Metacriticによると、36件のレビューに基づき、100点満点中74点の平均点を獲得した。CinemaScoreによる観客の投票では、A+からFのスケールで平均「A-」の評価を得た。
『タイム』のリチャード・コーリスは、「本作は、狡猾なビジュアルアートと超満足のエンターテインメントのマスターコースを提供する」と、好意的な評している。『ニューヨーク・タイムズ』は、「ファジー・ワジーと産業的な強さを併せ持つ、ダサい響きの本作は、心を持ったハイコンセプトだ」と評し、本作を「一貫して流用できる」「視覚的に魅力的」と評価した。Filmcritic.comのクリス・バーサンティは、「目を見張るような崇高なアートワークでスクリーンを焼き尽くす本作は、その圧倒的な美しさで現代の国内アニメーションのトレンドとは一線を画している。ディズニーの黄金時代以来ハリウッドが生み出した最も豪華なアニメーションとして即座に古典的地位に入る」とコメントしている。『シカゴ・トリビューン』のマイケル・フィリップスは、「2008年のあらゆるスタイル、ジャンルのコメディの中で、自分のしていることを理解している数少ない作品のひとつ」と評した。しかし、CNNのトム・チャリティは、「ドタバタの混沌の渦に巻き込まれる傾向がある」と批判し、ポーのキャラクターはブラックが演じた他のキャラクターと似すぎていると考えた。『トロント・スター』のピーター・ハウエルは、「ストーリーがない」「完全には楽しめないにしても、しばしば楽しませてくれる」と評価し、2つ半の星をつけた。
本作は中国でも好評を博した。2008年7月2日までに1億1千万元近くを稼ぎ出し、中国で初めて1億圓を超えるアニメ映画となった。中国の陸川監督は、「制作面では、ほぼ完璧な映画である。アメリカのクリエーターは、中国文化に対して非常に真摯な姿勢を見せてくれた」とコメントしている。本作の中国での批評と商業的な成功は、なぜ中国で本作のような映画が作られなかったのか、という内省を引き起こした。コメンテーターたちは、この問題を、中国の映画予算の低さ、政府の過剰な監視、国民の想像力の欠如、中国の歴史と文化の象徴に対する過剰な敬愛など、さまざまな要因で説明している。

### 受賞歴
本作はアカデミー長編アニメ映画賞とゴールデングローブ賞 アニメ映画賞にノミネートされたが、ピクサーの『ウォーリー』に両賞を奪われた。ジャック・ブラックは第81回アカデミー賞で、本作の劣勢をジョークで表現し、「毎年、ドリームワークスのプロジェクトを1つやって、アカデミー賞に全財産を持って行って、ピクサーに賭けるんです」と言った。
これに対し、本作は、16の候補の中からアニー賞10部門（長編アニメ賞含む）を受賞したが、ドリームワークスの代表、ジェフリー・カッツェンバーグが、ドリームワークス・アニメーション全員にASIFA-Hollywood会員権（投票権付き）を購入し投票を操作したと非難し、論議を呼んだ。
| 賞                               | カテゴリー                             | 受賞者 | 結果       |
| -------------------------------- | -------------------------------------- | --- | ---------- |
| アカデミー賞                     | 長編アニメ映画賞                       | ジョン・スティーブンソン マーク・オズボーン | ノミネート |
| 第36回アニー賞                   | 長編作品視覚効果賞                     | リー・ミン・ローレンス・リー | 受賞       |
| 第36回アニー賞                   | 長編作品賞                             | | 受賞       |
| 第36回アニー賞                   | 長編作品キャラクター・アニメーション賞 | ジェームズ・バクスター | 受賞       |
| 第36回アニー賞                   | 長編作品キャラクター・アニメーション賞 | フィリップ・ルブラン | ノミネート |
| 第36回アニー賞                   | 長編作品キャラクター・アニメーション賞 | ダン・ワグナー | ノミネート |
| 第36回アニー賞                   | 長編作品キャラクター・デザイン賞       | ニコ・マレ | 受賞       |
| 第36回アニー賞                   | 長編作品監督賞                         | ジョン・スティーブンソン マーク・オズボーン | 受賞       |
| 第36回アニー賞                   | 長編作品音楽賞                         | ハンス・ジマー ジョン・パウエル | 受賞       |
| 第36回アニー賞                   | 長編作品美術賞                         | タン・ケン・ヘン | 受賞       |
| 第36回アニー賞                   | 長編作品美術賞                         | レイモンド・ジバック | ノミネート |
| 第36回アニー賞                   | 長編作品絵コンテ賞                     | ジェニファー・ユー・ネルソン | 受賞       |
| 第36回アニー賞                   | 長編作品絵コンテ賞                     | アレッサンドロ・カルローニ | ノミネート |
| 第36回アニー賞                   | 長編作品声優賞                         | ダスティン・ホフマン | 受賞       |
| 第36回アニー賞                   | 長編作品声優賞                         | ジェームズ・ホン | ノミネート |
| 第36回アニー賞                   | 長編作品声優賞                         | イアン・マクシェーン | ノミネート |
| 第36回アニー賞                   | 長編作品脚本賞                         | ジョナサン・アイベル グレン・バーガー | 受賞       |
| 米国作曲家作詞家出版者協会賞     | 興行成績賞                             | ハンス・ジマー ジョン・パウエル | 受賞       |
| クリティクス・チョイス・アワード | アニメ映画賞                           | | ノミネート |
| シカゴ映画批評家協会賞2008       | アニメ映画賞                           | | ノミネート |
| ゴールデングローブ賞             | アニメ映画賞                           | | ノミネート |
| ゴールデン・トマト賞             | アニメ映画賞                           | 『カンフー・パンダ』 | 2位        |
| ゴールデン・トマト賞             | ワイド・リリース                       | 『カンフー・パンダ』 | 5位        |
| ゴールデン・リール賞             | 音響編集賞                             | イーサン・ヴァン・デル・リン エリック・アーダール マイク・ホプキンス ジョナサン・クライン アダム・マイロ・スマリー ピーター・オーソ・スネル ウェイン・レマー ポール・ピローラ P.K.フッカー ダン・オコネル ジョン・クッチ | ノミネート |
| ゴールデン・トレーラー賞         | アニメ賞／ファミリー                   | | ノミネート |
| 華表賞                           | 翻訳映画賞                             | | 受賞       |
| ナショナル・フィルム・アワード   | ファミリー映画賞                       | | ノミネート |
| 2009年キッズ・チョイス・アワード | アニメーション映画の声優賞             | ジャック・ブラック | 受賞       |
| 2009年キッズ・チョイス・アワード | フェイバリットアニメーション映画賞     | | ノミネート |
| オンライン映画批評家協会賞       | アニメ映画賞                           | | ノミネート |
| 全米製作者組合賞                 | アニメ映画賞                           | メリッサ・コブ | ノミネート |
| ピープルズ・チョイス・アワード   | フェイバリット・ファミリー映画賞       | | ノミネート |
| ティーン・チョイス・アワード     | チョイス・サマー: コメディ映画         | | ノミネート |
| 第7回視覚効果協会賞              | アニメ映画キャラクター賞               | ジャック・ブラック ダン・ワグナー ニコ・マレット ピーター・ファーソン | ノミネート |
| 第7回視覚効果協会賞              | アニメ映画賞                           | マーカス・マンニネン ダン・ワグナー アレックス・パーキンソン レイモンド・ジバッハ | ノミネート |
| 第7回視覚効果協会賞              | アニメ映画エフェクトアニメーション賞   | マーカス・マンニネン アレックス・パーキンソン アマウリー・オウベル リー・ミン'・ローレンス・リー | ノミネート |

### 訴訟
ドリームワークス・アニメーションは2011年、作家のテレンス・ダンから本作のアイデアを盗んだとして提訴された。ダンは、2001年にドリームワークスの幹部に送った「スピリチュアル・カンフーと戦うパンダ」のピッチが、ドリームワークス・アニメーションに盗まれたと主張した。ドリームワークス・アニメーションは不正を否定し、2週間の裁判の結果、陪審員はドリームワークスに有利な判決を下した。
2011年には、ジェイミー・ゴードンというイラストレーターが、同スタジオを相手取って再び訴訟を起こした。ゴードンは、「カンフーパンダパワー」という名前でキャラクターを作り、2000年にアメリカ合衆国著作権局に登録していた。後にディズニーを退社し、1994年にドリームワークス・アニメーションを設立したジェフリー・カッツェンバーグが在籍していた頃、彼はこのコンセプトワークをディズニーに売り込んでいたと言われている。ゴードンは、裁判が行われる直前にこの主張を取り下げた。2015年12月20日、連邦検察はゴードンを、訴訟の主張を裏付けるために図面を捏造・改ざんした疑いと、図面の一部をディズニー映画『ライオン・キング』の塗り絵からトレースした疑いで、4件の電信詐欺罪と3件の偽証罪で起訴した。2016年11月18日、ゴードンは通信詐欺と偽証罪で有罪判決を受け、最高で25年の懲役刑に直面している。2017年5月、連邦刑務所に2年収監され、300万ドルの返還を命じられた。

## 余談
14:47秒目（ポーが地面に激突するシーン）に光感受性てんかんを起こす可能性のある0.5秒ほどのパカパカが含まれている。